# Provinz Manicaland
Manicaland ist eine Provinz im Osten Simbabwes. Sie hat eine Fläche von 36.459 km² und eine Einwohnerzahl von 2.037.703 Personen (Stand 2022), 2012 lebten 13,4 Prozent der Gesamtpopulation Simbabwes in der Provinz. In der Provinz Manicaland liegt auch der höchste Berg des Landes, der Inyangani mit 2596 m. Die Hauptstadt der Provinz ist Mutare.

## Geographie
| Provinz Mashonaland East                   | Provinz Mashonaland East                    | Provinz Tete, Mosambik   |
| Provinz Mashonaland East, Provinz Masvingo | Kompassrose, die auf Nachbargemeinden zeigt | Provinz Manica, Mosambik |
| Provinz Masvingo                           | Provinz Masvingo                            | Provinz Gaza, Mosambik   |

## Distrikte

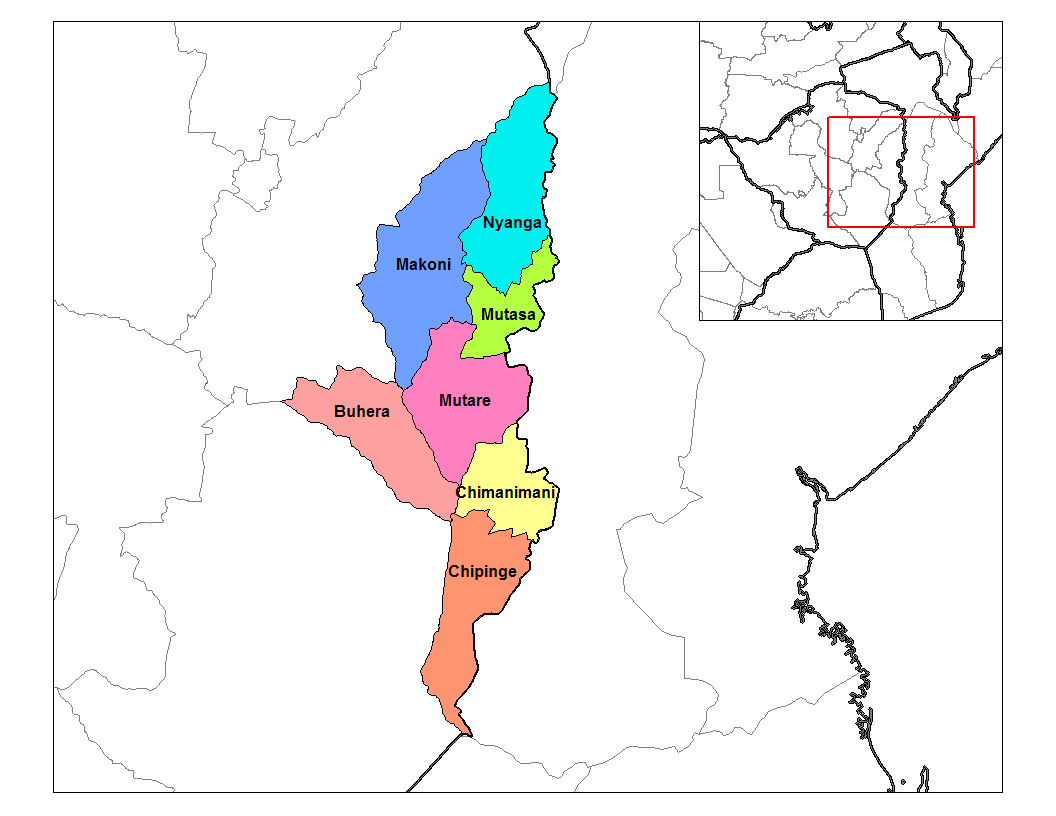
Distrikte in Manicaland (ohne Urbane Distrikte)

Die Provinz besteht aus 10 Distrikten (Stand 2022). Davon sind 7 Ländliche Distrikte (Rural) und 3 Städte mit Distrikt Status (Urban):
| Distrikt            | Fläche in [km²] | Einwohner 2012 | Einwohner 2022 | Bevölkerungsdichte 2022 [Einwohner/km²] |
| ------------------- | --------------- | -------------- | -------------- | --------------------------------------- |
| Buhera              | 5357            | 245.878        | 271.920        | 51                                      |
| Chimanimani         | 3345            | 134.940        | 153.619        | 46                                      |
| Chipinge Rural      | 5220            | 298.841        | 375.259        | 72                                      |
| Chipinge Urban      | 29              | 25.292         | 34.959         | 1223                                    |
| Makoni              | 7834            | 272.340        | 288.441        | 37                                      |
| Mutare Rural        | 5523            | 262.124        | 306.760        | 56                                      |
| Mutare Urban        | 191             | 187.621        | 224.804        | 1176                                    |
| Mutasa              | 2548            | 168.747        | 197.808        | 78                                      |
| Nyanga              | 5781            | 126.599        | 146.227        | 25                                      |
| Rusape Town Council | 17              | 37.906         | 37.906         | 2235                                    |
| Gesamt              | 35.845          | 1.752.698      | 2.037.703      | 57                                      |

## Geschichte
Ihren Namen hat die Provinz von den Manyika, eine Untergruppe der Shona mit eigener Sprache, welche sich in der Gegend niedergelassen haben.
Die britische Kolonie Manikaland hatte eine ähnliche Lage wie die heutige Provinz, war aber kleiner.